# Katie Meili
Katie Meili, född 16 april 1991 i Carrollton i Texas, är en amerikansk simmare som tog ett guld och ett brons vid OS 2016. Meili utexaminerades 2013 från Columbia University med psykologi som huvudämne.

### Fotnoter
1. ↑  Katie Meili - Swimming. United States Olympic Committee. Läst 6 januari 2017.
2. ↑  ”Katie Meili”. usaswimming.org. USA Swimming. Arkiverad från originalet den 12 augusti 2016. https://web.archive.org/web/20160812090613/http://www.usaswimming.org/DesktopDefault.aspx?TabId=1453&biosid=d15743b3-0a5e-4a40-b216-57f02a6a3cf1. Läst 9 augusti 2016.